# Camberwell
Camberwell – dzielnica południowego Londynu, część gminy Southwark, położona w odległości 4,3 km od centrum Londynu (Charing Cross). Wchodzi w skład okręgu wyborczego Camberwell i Peckham. Posiada kod pocztowy SE5.

## Historia
Camberwell jest wspomniana w Domesday Book (1086) jako Cambrewelle. Do połowy XIX wieku okolica miała opinię spokojnej prowincji, często odwiedzanej dzięki znajdującym się tam źródłom mineralnym o rzekomo leczniczych właściwościach. W 1819 roku wzniesiono w Camberwell kaplicę o nazwie Grove Chapel, która pozostaje tam obecnie najstarszym budynkiem o charakterze religijnym.
W 1862 roku otworzono stację kolejową Camberwell (która w latach 1863-1908 nosiła nazwę Camberwell New Road), a rok później Camberwell Gate (która z kolei w 1865 roku zmieniła nazwę na Walworth Road). Obie stacje były przystankami na nieistniejącej już linii kolejowej London, Chatham and Dover Railway, lecz zostały ostatecznie zamknięte w 1916 roku ze względu na spadek liczby pasażerów, do czego przyczyniła się trwająca wówczas I wojna światowa.
Od roku 1885 Trinity College Uniwersytetu w Cambridge wspiera mieszkańców obszaru dawnej parafii p.w. św. Jerzego. Teren ten należał i nadal należy do najuboższych w kraju. Członkowie i absolwenci Kolegium prowadzą tam centrum komunalne (Trinity College Centre) otwarte w roku 1982 i prowadzące działalność edukacyjną i kulturalną na rzecz wszystkich grup wiekowych. Na terenie parafii studenci Trinity mogą odbywać swoje praktyki wakacyjne.
Na terenie dzielnicy znajduje się jeden z wydziałów University of the Arts London – Camberwell College of Arts, galeria sztuki South London Gallery oraz inne różnego rodzaju miejsca wspierające sztukę. Przyciąga to do Camberwell, jak i sąsiadującego Peckham, wielu artystów i przyczynia się do rozwoju lokalnej sceny artystycznej.

## Znane osoby
- Tammy Abraham, piłkarz
- Ernest Bacon, zapaśnik
- Marcus Bettinelli, piłkarz
- Robert Browning, poeta i dramatopisarz
- Joseph Chamberlain, polityk
- Alfred Domett, polityk
- Marianne Jean-Baptiste, aktorka
- Anthony James Leggett, fizyk
- Henry Mainwaring, pirat
- Martin McDonagh, dramatopisarz i reżyser
- Claude Rains, aktor
- Kenny Sansom, piłkarz
- Edward Burnett Tylor, archeolog, antropolog i etnolog
- Florence Welch, piosenkarka
- Samuel Wilks, lekarz i historyk
- Sydney Wooderson, lekkoatleta
- Jadon Sancho, piłkarz

## Galeria
Od lewej: Camberwell College of Arts, park Camberwell Green, poprzednia siedziba lokalnej biblioteki, budynek byłej stacji Camberwell, widok na Camberwell Road.

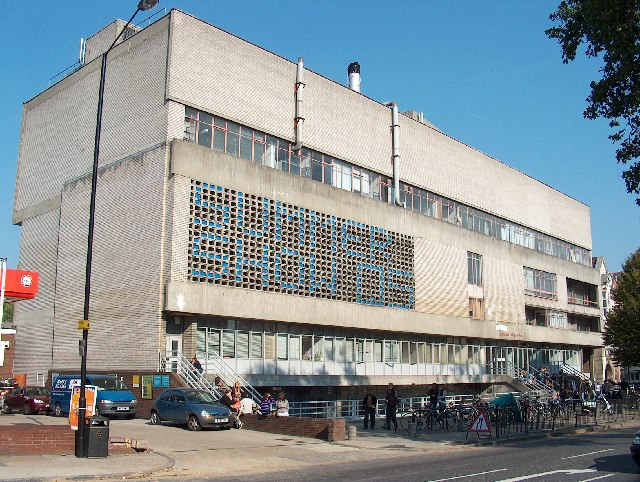
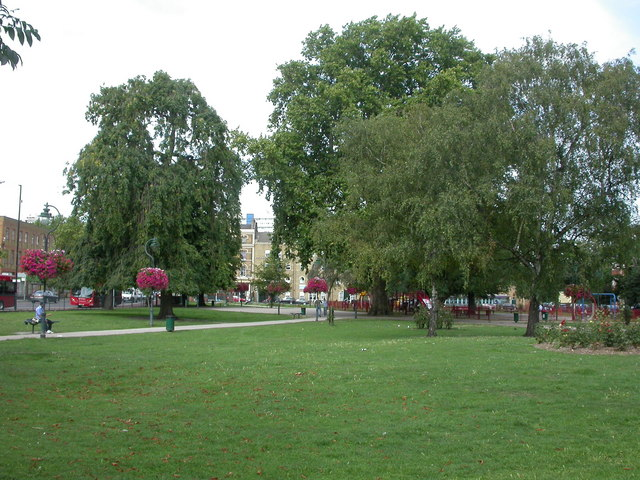
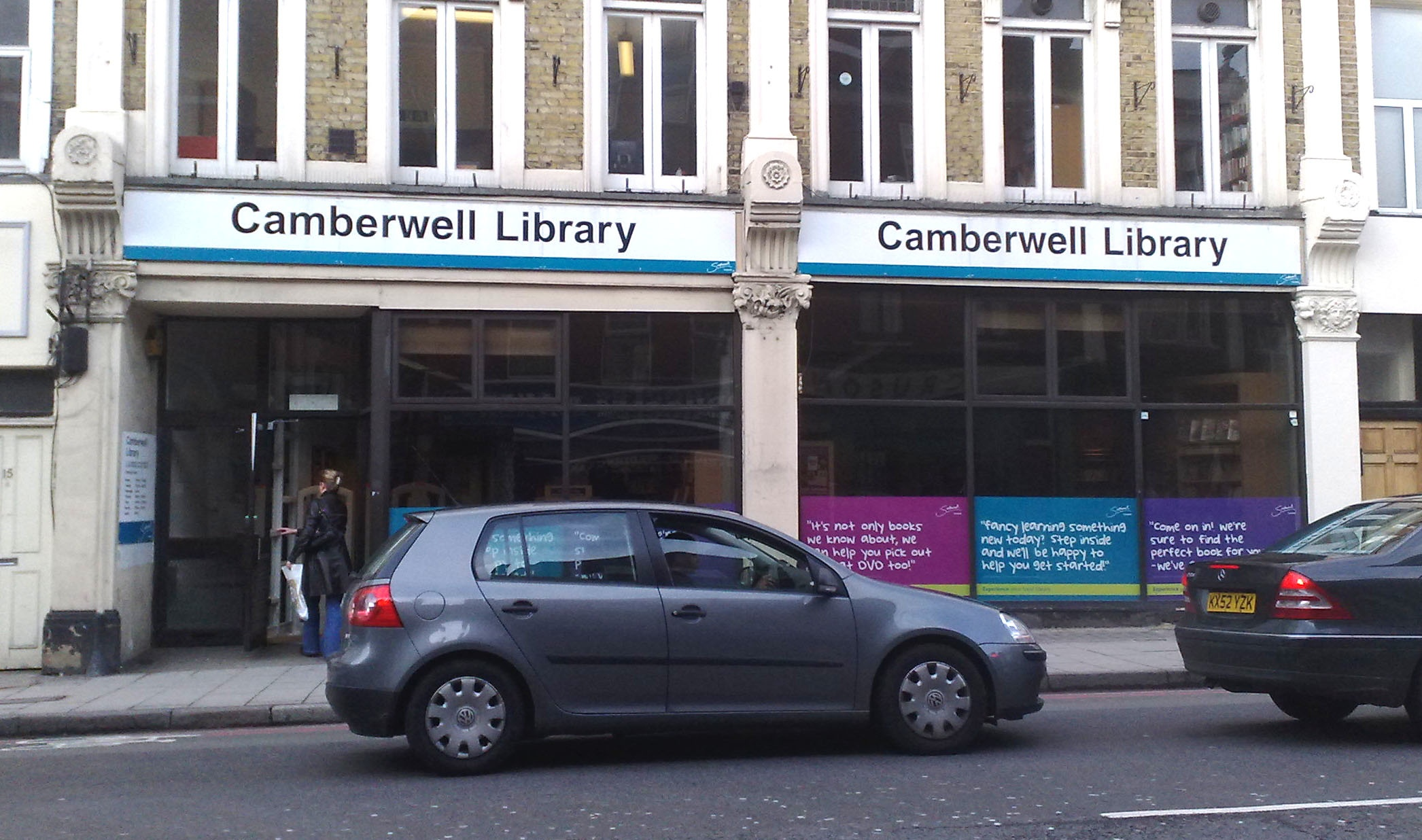
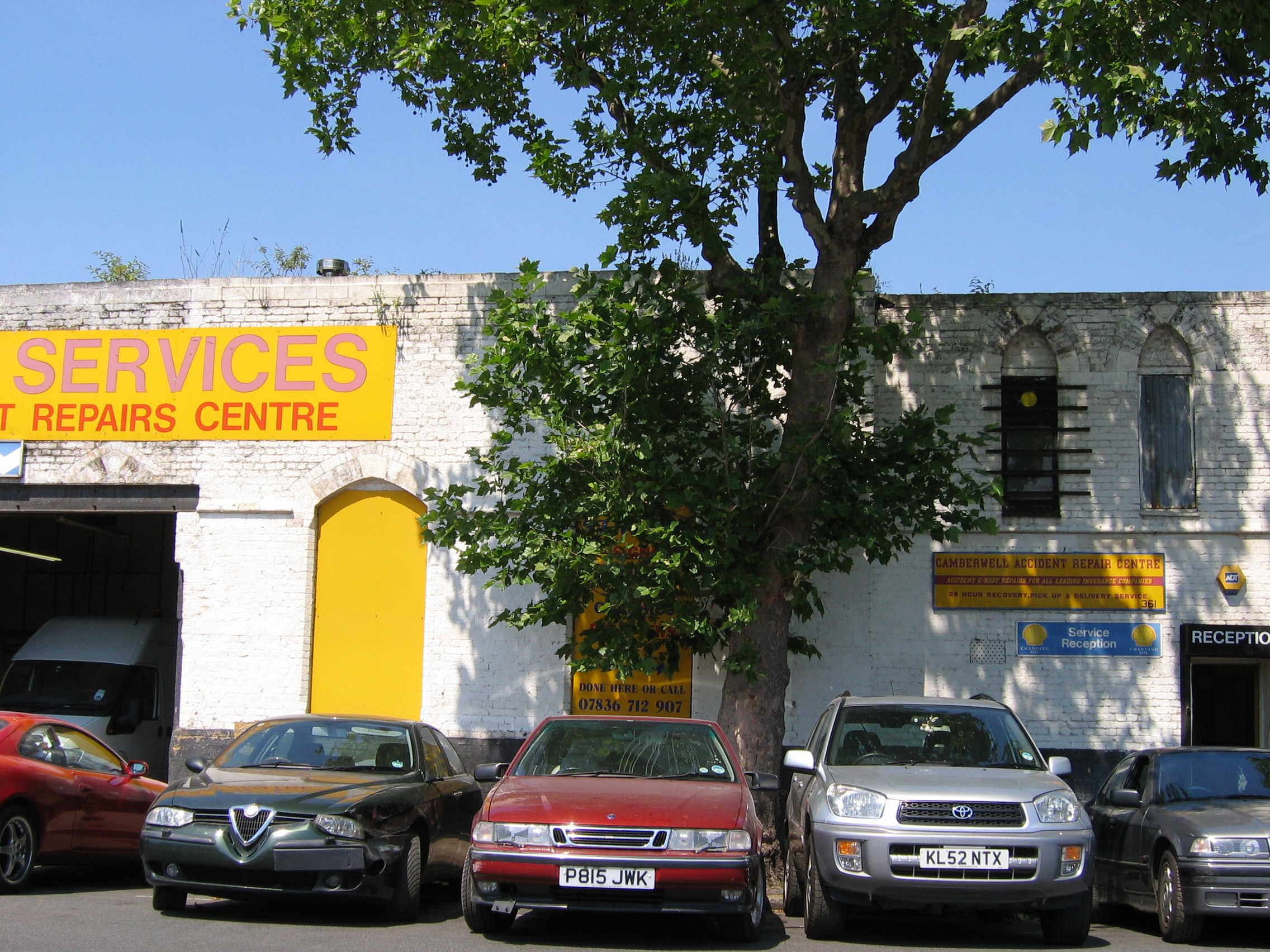
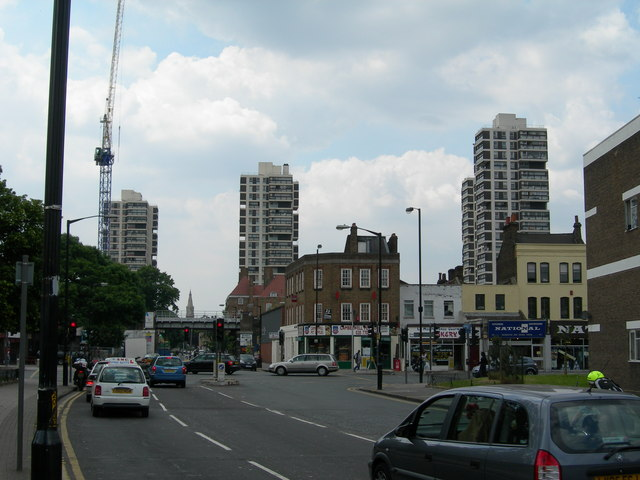